# Craywick
Craywick – miejscowość i gmina we Francji, w regionie Hauts-de-France, w departamencie Nord.
Według danych na rok 1990 gminę zamieszkiwały 382 osoby, a gęstość zaludnienia wynosiła 49 osób/km² (wśród 1549 gmin regionu Nord-Pas-de-Calais Craywick plasuje się na 866. miejscu pod względem liczby ludności, natomiast pod względem powierzchni na miejscu 462.).